# مطار كوستاناي
مطار كوستاناي (بالقازاقية: Xalyqaralyq Qostanaı áýejaıy)‏(إياتا: KSN، إيكاو: UAUU) هو مطار يقع على بعد 2 كيلومتر (1.2 ميل) جنوب غرب كوستاناي في كازاخستان.
سمي مطار كوستاناي الدولي باسم أحمد بيتورسينولي بموجب مرسوم من حكومة كازاخستان في 28 يونيو 2022.

## شركات الطيران والوجهات
| شركـات طيـران   | الوجهات                                                       |
| --------------- | ------------------------------------------------------------- |
| إيروفلوت        | مطار شيريميتييفو الدولي                                       |
| إير كايرو       | موسمي: مطار شرم الشيخ الدولي                                  |
| Fly Arystan     | مطار ألماتي الدولي، مطار آستانا الدولي، مطار أتيراو، Shymkent |
| Qazaq Air       | مطار آستانا الدولي                                            |
| SCAT Airlines   | مطار حضرة السلطان الدولي                                      |
| Sunday Airlines | عارض موسمي: مطار أنطاليا                                      |